# U–532
Az U–532 tengeralattjárót a német haditengerészet rendelte a hamburgi Deutsche Werft AG-től 1940. augusztus 15-én. A hajót 1942. január 11-én állították szolgálatba. Négy harci küldetése volt, amelynek során nyolc hajót süllyesztett el. Németország kapitulációja a tengeren érte. 1945. május 13-án adta meg magát a briteknek.

## Pályafutása
Első harci küldetésére 1943. március 23-án futott ki Kielből Ottoheinrich Junker kapitány irányításával. Az Atlanti-óceán északi részén cirkált. Április 28-án sikertelenül támadta az ONS–5-ös konvojt, és az azt követő 15 órás menekülésben kisebb károkat szenvedett a mélységi bombáktól.

### Monszun csoport
Második járőrszolgálatára a Monszun csoport tagjaként, 1943. július 3-án Lorient-ból futott ki, majd Afrika megkerülésével kijutott az Indiai-óceánra. Szeptember 19-én megtorpedózta a kíséret nélkül haladó brit Fort Longueuilt, amely 8475 tonna foszfátot szállított az ausztráliai Fremantle-be. A fedélzeten tartózkodó 59 emberből mindössze két indiai matróznak sikerült életben maradnia, miután tutajukkal 134 napig hánykolódtak a tengeren. 1944. február 1-jén Szumátrán vetett partra őket a víz, ahol japán hadifoglyok lettek.
Az U–532 északkelet felé folytatta az útját, és három hét alatt négyszer csapott le India délnyugati partjai előtt. Szeptember 29-én megtorpedózta, és hullámsírba küldte a Colombóból az Egyesült Királyságba tartó Banffshire-t, amely 4700 tonna kókuszolajat, koprát, grafitot, kaucsukot és teát szállított. A fedélzeten tartózkodó 98 ember közül egy vesztette életét. A túlélőket az HMIS Rajputana mentette ki.  Október 1-jén a brit Tahsinia volt az áldozat, amelyet a Maldív-szigetektől északra támadott meg a tengeralattjáró, és torpedóval, valamint fedélzeti fegyvereivel küldött hullámsírba. A legénység túlélte a támadást.
Tíz nappal később az U–532 megtámadta az MB–50-es konvojt, amely Ceylonról az indiai szubkontinenshez tartott. A tengeralattjáró megtorpedózta a Jalabala nevű indiai teherszállítót, amelynek rakománya 2000 tonna kopra és 1800 tonna általános szállítmány volt. A legénység négy tagja meghalt. A konvoj egyetlen kísérője, az HMIS Carnatic sikertelen ellentámadást indított. Október 20-án az U–532 megtorpedózta a BM–71-es konvoj nyolcezer tonna üzemanyagot szállító hajóját, a British Purpose-t. A robbanásban csak a hajótest sérült meg, a tartályok nem, és a tanker másnap elérte az indiai partot. A tengeralattjáró október 30-án érte el a németek malájföldi támaszpontját, Pinanget.
1944. január 4-én, a javítások után a tengeralattjáró ismét India felé indult. Hét nappal később két torpedót lőtt ki a kísérő nélkül haladó Trionára, amelyek a teherszállító torpedóelhárító hálójában robbantak, és csak kisebb károkat okoztak. Két másik torpedó valószínűleg a hajótest alatt úszott el. A Triona hat hét múlva megérkezett Ausztráliába. Január 26-án az amerikai Walter Campet torpedózta meg az U–532. A hajó hétezer tonna általános rakományt szállított. A tengerészek elhagyták a süllyedő hajót, és három nap hánykolódás után az HMS Danae romboló vette fedélzetére őket.
Az U–532 március 27-én a Sydneyből Colombóba tartó, kísérő nélküli Tulagit támadta meg. A két torpedó olyan súlyos károkat okozott, hogy a hajó harminc másodperc alatt elsüllyedt. Tíz tengerésznek és a fedélzeti lövegek öt ausztrál kezelőjének sikerült mentőcsónakba szállnia, de 39 társuk meghalt. Két tutajuk közül az egyik, rajta hét emberrel, 58 nap hánykolódás és 2250 kilométer megtétele után a Seychelle-szigeteken ért partot. A másik tutajt elnyelte az óceán.
1945. január 13-án a tengeralattjáró Batáviából indult vissza Európába. Március 10-én az Atlanti-óceán középső részén megtorpedózta és elsüllyesztette a Baron Jedburgh-t, Bahiától északkeletre. A gőzös New Yorkból Durban felé haladt rakterében négyezer tonna általános szállítmánnyal, valamint háromezer tonna bádoglappal és kenőolajjal. A támadásban egy lövegkezelő elesett, a többiek partot értek, vagy a Sandown Castle vette fedélzetére őket. Március 28-án a tengeralattjáró megtámadta utolsó áldozatát, a 103 199 barrel gázolajat és kerozint szállító amerikai Oklahoma tankert. A torpedó becsapódása után felrobbant a rakomány. A szél a hajó hátsó részén tartotta a lángokat, így a fedélzeten tartózkodó 72 emberből többnek sikerült mentőcsónakba szállni. A támadást 22-en élték túl.

### Megadás
A búvárhajó folytatta útját Európa felé. A Harmadik Birodalom kapitulációja a tengeren érte, és a kijelölt gyülekezőhelyre, a skóciai Loch Eribollhoz hajózott, ahol a legénység május 13-án megadta magát. Május 17-én az U–532-t átszállították Liverpoolba, majd Loch Ryanbe. A britek 1945. december 9-én, a Deadlight hadművelet keretében semmisítették meg: az HMS Tantivy tengeralattjáró megtorpedózta.

## Kapitány
| Név                 | Kezdőnap           | Zárónap         |
| ------------------- | ------------------ | --------------- |
| Ottoheinrich Junker | 1942. november 11. | 1945. május 13. |

## Őrjáratok
| Indulás | Indulónap         | Érkezés      | Zárónap           |
| ------- | ----------------- | ------------ | ----------------- |
| Kiel    | 1943. március 25. | Lorient      | 1943. május 15.   |
| Lorient | 1943. július 3.   | Penang       | 1943. október 30. |
| Penang  | 1944. január 4.   | Penang       | 1944. április 19. |
| Batávia | 1945. január 13.  | Loch Eriboll | 1945. május 13.   |

## Elsüllyesztett és megrongált hajók
| Dátum                | Hajó neve        | Nemzetisége        | Brt  | Konvoj |
| -------------------- | ---------------- | ------------------ | ---- | ------ |
| 1943. szeptember 19. | Fort Longueuil   | Egyesült Királyság | 7128 |        |
| 1943. szeptember 29. | Banffshire       | Egyesült Királyság | 6479 |        |
| 1943. október 1.     | Tahsinia         | Egyesült Királyság | 7267 |        |
| 1943. október 11.    | Jalabala         | India              | 3610 | MB–50  |
| 1943. október 20.    | British Purpose* | Egyesült Királyság | 5845 | BM–71  |
| 1944. január 11.     | Triona*          | Egyesült Királyság | 7283 |        |
| 1944. január 26.     | Walter Camp      | Egyesült Államok   | 7176 |        |
| 1944. március 27.    | Tulagi           | Egyesült Királyság | 2281 |        |
| 1945. március 10.    | Baron Jedburgh   | Egyesült Királyság | 3656 |        |
| 1945. március 28.    | Oklahoma         | Egyesült Államok   | 9298 |        |

* A hajó nem süllyedt el, csak megrongálódott